# Zoppè di Cadore
Zoppè di Cadore (ladinisch Zopé) ist eine norditalienische Gemeinde (comune) mit 190 Einwohnern (Stand 31. Dezember 2023) in der Provinz Belluno in Venetien. Die Gemeinde liegt etwa 27,5 Kilometer nordnordwestlich von Belluno im Cadore und gehört zur Comunità Montana Cadore Longaronese Zoldo. Der Verwaltungssitz befindet sich im Ortsteil Bortolot.

## Persönlichkeiten
- Selvino Poloni (* 1944), Radrennfahrer
- Pietro Poloni (* 1946), Radrennfahrer